# 木下又三郎
木下 又三郎（きのした またさぶろう、1889年〈明治22年〉11月13日 - 1977年〈昭和52年〉3月8日）は、日本の実業家。本州製紙（現・王子ホールディングス）社長。

## 略歴
愛知県名古屋市出身。東京帝国大学工学部卒。王子製紙に入社し、1956年（昭和31年）に本州製紙（現・王子ホールディングス）社長に就任。
1958年（昭和33年）に、東京都江戸川区にある製紙工場の黒い排水を江戸川に放流する江戸川漁業被害を引き起こす。下流の漁民らの陳情に耳を貸さず、6月11日に東京都が文書で使用停止指示をするまで排水を流し続けた。
1977年3月8日、脳梗塞に肺炎を併発して東京女子医科大学病院にて死去。88歳。

## 家族
- 実父・友山吉兵衛
- 養父・木下重兵衛
- 妻・多賀子 ‐ 菊池武寧の妹
- 二男・木下健二 ‐ 妻・祐子は伊藤祐敬の孫。
- 三男・木下雄三 ‐ 妻・木下英子は久邇宮朝融王の四女。

## 木下賞
木下は、社団法人日本包装技術協会（JPI）の第2代会長を務めた。同団体は、木下の包装界に対する多年の功績を記念して「木下賞」（3部門）を創設、毎年発表されている。対象は、包装技術の向上や包装産業の発展に貢献した製品・アイデアなど。
3部門
- 研究開発部門（包装の研究・開発に属するもの）
- 改善合理化部門（包装の改善・合理化に属するもの）
- 新規創出部門（包装の新規分野創出に属するもの）

※ この他、入賞外のうち優れた業績のものに対する「包装技術賞」がある。